# Белеутово (Тверская область)
Белеутово — деревня (до 1930-х - село) в Кашинском городском округе Тверской области России. 

## География
Деревня находится на левом берегу Волги в 18 км на юг от города Кашина.

## Топоним
Село названо по фамилии владельца. Известен старинный дворянский род Белеутовых.

## История
Село Белеутово, от Твери 120 верст, от Кашина 17 верст, в 4 Кашинском благочинном округе, расположено на возвышенной левой стороне Волги, в живописной, красивой местности. 
Две церкви: 1) Покровская, построена в 1780 году, каменная, престолов пять: в холодной: Богоявления Господня, Покрова Пресвятой Богородицы и Богоотец Иоакима и Анны; в теплой : Святой Троицы и Святителя Николая. 2) Казанская кладбищенская, построена в 1880 году, деревянная.  
Церковные документы: опись 1846 года, метрики с 1780 года, исповедные с 1823 года.  
  В 1901 году служили: Священник Петр Григорьевич Смирнов 33-х лет, окончил духовную семинарию, в служении с 1887 года, священником с 1893 года, состоял заведующим и законоучителем церковно-приходской школы, награжден набедренником в 1897 году. Священник Петр Петрович Воскресенский 22-х лет, окончил духовную семинарию, с 1898 года служил диаконом, во священники рукоположен в декабре 1900 года из псаломщика Тверского Кафедрального собора. Диакон Иоанн Иоаннович Гайтанников 38-ми лет, в служении с 1885 года, диаконом с 1886 года. Псаломщик Иван Алексеевич Смирнов 61-го года, в должности с 1856 года. Псаломщик Василий Васильевич Преображенский 33-х лет, в должности с 1896 года. Церковный староста крестьянин Иван Иванович Кулагин с 1896 года.
Прихожан в селе Белеутове, в деревнях: Домажине, Спицыне, Деревеньке, Бакшееве, Серине, Мокрятине, Оралеве, Поповке, Лисицыне, Юреневе, Мехтеневе, Колбасине, Митине, Перетрясове, Харлове, Коробове, Шилькове, Куракине, Вощилове, Рудлеве, Деулине - 552 двора (1693 мужчины, 1865 женщин).
  В 1914 году служили: Священник Александр Соколов 39-ти лет, окончил семинарию, на службе 18 лет, в Покровском храме 3 года. Священник Лев Толмачевский 71-го года, окончил семинарию, на службе 45 лет, в Покровском храме 1 год. Штатный диакон Гавриил Крылов 36-ти лет, на службе 19 лет, в Покровском храме 2 года. Псаломщик Иван Смирнов 75-ти лет, на службе 58 лет. Псаломщик Иван Симонов 30-ти лет, на службе 14 лет, в Покровском храме 2 года.
  Прихожан в деревнях: Домажино, Лисицыно, Поповка, Спицыно, Рахманово, Степаново, Иваново, Деревенька, Бакшеево, Юренево, Мехтенево, Колбасино, Перетрясово, Митино, Вощилово, Коробово, Шильково, Харлово, Рудлево, Куракино, Деулино - 1628 мужчин и 1880 женщин.
  Церкви не сохранились..
В конце XIX — начале XX века село входило в состав Тиволинской волости Кашинского уезда Тверской губернии. 
С 1929 года деревня входила в состав Барыковского сельсовета Кашинского района Бежецкого округа Московской области, с 1935 года — в составе Калининской области, с 1994 года — в составе Барыковского сельского округа, с 2005 года — в составе Барыковского сельского поселения, с 2018 года — в составе Кашинского городского округа.

## Население
| 1859 | 1889 | 2002 | 2010 |
| ---- | ---- | ---- | ---- |
| 281  | ↗303 | ↘9   | ↗10  |